# Tann (Bawaria)
Tann – gmina targowa w Niemczech, w kraju związkowym Bawaria, w rejencji Dolna Bawaria, w regionie Landshut, w powiecie Rottal-Inn, siedziba wspólnoty administracyjnej Tann. Leży około 12 km na południe od Pfarrkirchen.

## Dzielnice
W skład gminy wchodzą następujące dzielnice: Eiberg, Tann, Zimmern i Walburgskirchen.

## Osoby urodzone w Tann
- Max Heuwieser - profesor historii
- Barbara Suchner – pisarka

## Oświata
W gminie znajdują się 2 przedszkola, 2 szkoły podstawowe oraz Hauptschule.